# Lista odcinków serialu Dynastia Colbych
Spis odcinków serialu obyczajowego pt. Dynastia Colbych.

## Sezon 1 (1985-1986)
| Numer odcinka | Oryginalna data emisji | Tytuł odcinka         |
| 1x01 | 20 listopada 1985      | The Celebration       |
| --- | ---------------------- | --------------------- |
| W Los Angeles zjawia się Jeff Colby. Connie przepisuje na niego udziały w „Colby Enterprises” ku niezadowoleniu Sable. Na prośbę Connie z Londynu wraca także Frankie. Kobieta zamierza poprawić swoje stosunki z Jeffem i wspierać go po stracie Fallon. Monica jest wściekła na ojca i jego szowinistyczne podejście do kobiet. Zamierza odejść z rodzinnej firmy. Najmłodsza z całego klanu - Bliss romansuje z oceanologiem Seanem, wraz z którym protestuje przeciwko budowie nowego ropociągu. Tymczasem Miles w tajemnicy przed rodziną żeni się z dopiero poznaną kobietą - Randall. Po przybyciu do domu okazuje się, że Randall to... Fallon! |                        |                       |
| 1x02 | 27 listopada 1985      | Conspiracy of Silence |
| Cała rodzina zdaje sobie sprawę z prawdziwej tożsamości Randall ale nikt nie wyjawia jej jednak prawdy. Jeff prosi o radę psychiatrę. Między Milesem a Jeffem dochodzi do kłótni. Jeff zamierza wyjawić Fallon, że zamierzała wyjść za niego za mąż. Frankie jest zrozpaczona, gdy dowiaduje się, że syn nigdy nie wybaczy jej, że oddała go na wychowanie Cecilowi. Zachary zaczyna flirtować z Sable. Ma nadzieję, że w ten sposób łatwiej będzie mu zniszczyć Jasona. W Los Angeles zjawia się Blake Carrington i spotyka się z córką. Fallon nie rozpoznaje jednak ojca. |                        |                       |
| 1x03 | 28 listopada 1985      | Moment of Truth       |
| Jason dowiaduje się od swojego lekarza, że zostało mu 6 miesięcy życia. W ramach prezentu ślubnego ofiarowuje Milesowi 10 procent akcji „Colby Enterprises”. Aby uratować małżeństwo Milesa Sable przekonuje go, aby postarał się z Fallon o dziecko. Kobieta chce również, aby Jeff wyprowadził się z rezydencji, ale Connie jest przeciwna. Jason uważa, że Sean wcale nie kocha Bliss i jest z nią tylko po to, aby torpedować plany budowy ropociągu. Tymczasem lekarz Jasona przyznaje się do pomyłki - senior rodu jest całkowicie zdrów. |                        |                       |
| 1x04 | 5 grudnia 1985         | The Family Album      |
| Sable spotyka się ze swoim prawnikiem. Ciekawi ją, czy można jakoś unieważnić przepisanie udziałów Connie na Jeffa. Cates uważa, że skoro Connie jest w pełni władz umysłowych jej decyzje muszą być respektowane. Connie spotyka się z Hutchem na ranczu i dostaje od niego bransoletkę. Później, po powrocie do domu, zauważa jej brak. Pokojówka przypadkowo znajduje ją i przekazuje Sable, która chowa ją w swym sejfie. Dominique sądzi, że firma Jasona wykupiła jej wytwórnię płytową. W rzeczywistości nabywcą jest Garrett Boydston. Blake przyjeżdża do Kalifornii razem z L.B.. Carrington przekonuje Jasona do współpracy z Zacharym. Tymczasem L.B. pokazuje Randall swój album rodzinny. Kobieta wreszcie dowiaduje się, że nazywa się Fallon Carrington. |                        |                       |
| 1x05 | 12 grudnia 1985        | Shadow of the Past    |
| Fallon zjawia się u psychiatry. Zostaje potraktowana lekami i zaczyna przypominać sobie swoje poprzednie życie. Wspomina przygotowania do drugiego ślubu z Jeffem, w czasie których zostaje zgwałcona przez tajemniczego mężczyznę. Jego twarz niestety została wyparta z jej pamięci. Sable podrzuca bransoletkę do torebki Connie, która następnie jest poirytowana, że cały czas miała ozdobę przy sobie a mimo to, jej nie znalazła. Sable wybiera się na konną przejażdżkę z Connie. Udaje jej się poluzować siodło rywalki. W ostatniej chwili na koniu siada jednak Francesca i chwilę później z niego spada. Connie ma wyrzuty sumienia z powodu niestarannie zapiętego siodła. Monica zaczyna pracę w Titania Records i poznaje swojego współpracownika Neila Kittridge'a. Tymczasem w rezydencji Colbych zjawia się Adam Carrington; chce zobaczyć się z siostrą. Gdy Fallon wraca do domu, przypomina sobie, że to Adam zgwałcił ją w noc przed ślubem.                                                |                        |                       |
| 1x06 | 19 grudnia 1985        | A House Divided       |
| Po wyznaniu Fallon dochodzi do bójki między Jeffem a Adamem. Z pomocą psychiatry Fallon jeszcze raz przeżywa wydarzenia sprzed roku. Okazuje się, że Adam wcale nie dopuścił się gwałtu. Fallon strasznie cierpiała wówczas, że nie może żywić uczuć do brata i z tego powodu zaczęła go nienawidzić. Miles coraz bardziej boi się stracić Fallon na rzecz Jeffa, z którym łączy ją przeszłość i L.B.. Jason podpisuje umowę na współpracę z Zachiem. Connie przekazuje Hutchowi 200 tys. dolarów. Mężczyzna nie chce ich przyjąć. Sable dowiaduje się o tym od dyrektora banku i sprawdza, kim jest tajemniczy pan Corrigan. Sable spotyka się z adwokatem, chce ubezwłasnowolnić Connie. Gdy wyjawia swój plan Jasonowi - ten nie chce mieć z nią nic więcej wspólnego. Przy okazji Francesca i Jason stają się sobie coraz bliżsi. Tymczasem Zach odwiedza Seana - swojego siostrzeńca. Chłopak odmawia dalszego szpiegowania Colbych. Zaczęło mu zależeć na Bliss.                                            |                        |                       |
| 1x07 | 26 grudnia 1985        | The Reunion           |
| Jason wyprowadza się do pokoju gościnnego. Sable opowiada Milesowi o swoim przedsięwzięciu - zamierza iść do sądu, aby uznać Connie za niepoczytalną. Chłopak mówi o tym Monice, która odnajduje Hutcha i oskarża go o wyłudzenie 200 tys. dolarów od Connie. Gdy Corrigan dowiaduje się, że Connie jest miliarderką natychmiast z nią zrywa. Fallon nie ma ochoty być z żadnym mężczyzną. Chce w samotności dojść do ładu ze swoim życiem. Connie radzi jej, by przeprowadziła się do domku nad basenem. Tam odwiedzają ją L.B. i Blake. Zach otrzymuje od Seana informacje o flocie tankowców Jasona oraz że kapitanem na jednym z nich jest Nikos Livadas - znajomy sprzed lat. Jason i Francesca spotykają się w Five Oaks Inn. Akurat w momencie pocałunku zostają zauważeni przez Milesa. Tymczasem Garrett ostrzega Dominique przed Jonathanem Lake. |                        |                       |
| 1x08 | 2 stycznia 1986        | The Fallen Idol       |
| Jason obiecuje Francesce, że rozwiedzie się z Sable. Miles opowiada Monice o spotkaniu ojca z Frankie. W porcie w San Miguel następuje wyciek ropy z tankowca Colbych. Firma jest zagrożona. Monica przeprasza Connie za zniszczenie jej związku z Hutchem. W barze spotyka niewidomego piosenkarza - Wayne’a Mastersona. Mężczyzna robi na niej dobre wrażenie jednak Neil nie chce z nim podpisać umowy. Jeff i Connie zamierzają razem pokonać Sable. Miles nie chce mieć z ojcem nic wspólnego odkąd dowiaduje się, że pojechał za Franceską do Londynu. |                        |                       |
| 1x09 | 9 stycznia 1986        | The Letter            |
| Francesca zamierza poślubić lorda Langdona; Jason jest przybity a Sable bardzo zadowolona. Tankowce Jasona otrzymują zakaz wstępu do portów. Sable jedzie do Nowego Jorku aby nabyć na aukcji obraz Matisse’a do swojej kolekcji. Niestety przelicytowuje ją tajemniczy nabywca. Monica podpisuje umowę z Wayne’em. Adam znajduje w dokumentach Cecila list od Connie. 25 lat wcześniej napisała ona, że zamierza przekazać Jeffowi akcje Colby Enterprises ponieważ należą mu się jako synowi Philipa. W drugim liście wysłanym przez Philipa z Wietnamu zawarte są podejrzenia, że Jeff nie jest jego synem. Connie decyduje o spaleniu tego listu, jako że akcje należą się wyłącznie członkom rodziny. Tymczasem na podjeździe dochodzi do wypadku: Sable potrąca samochodem Connie. Gdy karetka zabiera poszkodowaną Sable wraca do domu i w ostatniej chwili wyjmuje nadpalony list z kominka. |                        |                       |
| 1x10 | 16 stycznia 1986       | The Turning Point     |
| Sable obawia się, że Jason nie wierzy, iż przez przypadek potrąciła Connie. Kobieta jednak decyduje się wystąpić do sądu przeciwko Connie. Jeff zwierza się Fallon, że być może nie jest synem Philipa. Frankie i Roger wspólnie spędzają czas w Rzymie. Tajemniczym nabywcą Matisse’a okazuje się Zach. Mężczyzna pomimo sprzeciwu Sable ofiarowuje obraz jej galerii. Sean oświadcza się Bliss ale nie zostaje przyjęty. Przyznaje się Jasonowi, że jest siostrzeńcem Powersa. Jason dowiaduje się także o kontaktach Zacha z kapitanem Livadasem. Fallon chce anulować swoje małżeństwo z Milesem. Monica spotyka się z Wayne’em, chce polecieć z nim na kolację do San Francisco. Z powodu mgły muszą jednak pozostać w Los Angeles; spędzają razem noc. Miles mówi matce o Frankie i Jasonie. Sable poprzysięga zemstę. |                        |                       |
| 1x11 | 30 stycznia 1986       | Thursday's Child      |
| Sable pokazuje Jasonowi list, w którym Phil stwierdza, że nie jest ojcem Jeffa. Jeff leci do Rzymu, aby spotkać się z Franceską. Kobieta utrzymuje, że Jeff jest dzieckiem Phila, który pisząc ów list najprawdopobniej cierpiał na malarię i miał urojenia. Monica informuje Hutcha o wypadku Connie. Ranczer odwiedza swą przyjaciółkę w szpitalu. Podczas gdy tankowce Jasona są zablokowane, Powers chce transportować ropę Blake’a Carringtona. Jason wyjawia Bliss, że Sean jest spokrewniony z Zachiem i wykorzystuje ją, by zdobyć informację o Colby Enterprises. Tymczasem Jeff szuka kapitana Livadasa; w tym celu wylatuje do Aten, jednak tuż przed spotkaniem Livadas zostaje zamordowany. Fallon odbiera telefon od Stevena - Blake jest chory. Miles uważa, że skoro Fallon jeszcze jest jego żoną, powinna się z nim przespać. Mężczyzna siłą zmuszą ją do posłuszeństwa. Frankie niespodziewanie zastaje Jasona w swoim londyńskim apartamencie. Colby chce wiedzieć, czy Jeff jest jego synem. |                        |                       |
| 1x12 | 6 lutego 1986          | The Pact              |
| Frankie mówi Jasonowi, że nie jest ojcem Jeffa, pomimo że przed laty zdarzyło im się spać ze sobą. Fallon wraca z synem z Denver. L.B. zaczyna niespodziewanie chorować, ma wysoką gorączkę. Dominique jest pod wrażeniem talentu Wayne’a. W rozmowie z Monicą ujawnia, że Neil jest żonaty. Sean chce się pogodzić z Bliss. Chłopak spotyka Sable i opowiada jej o nienawiści, jaką Zachary darzy Colbych. Fallon i Miles anulują swoje małżeństwo; kobieta nie jest jednak pewna swych uczuć do Jeffa i Milesa. Sable stawia Jasonowi ultimatum: nie użyje listu Phila, jeśli pozostaną małżeństwem. Dominique otwiera w Los Angeles klub nocny i kolejny raz spotyka się z Garrettem. |                        |                       |
| 1x13 | 13 lutego 1986         | Fallon's Choice       |
| L.B. pozostaje w szpitalu pod opieką lekarzy. Tymczasem Fallon i Jeff zbliżają się do siebie. Mahoney - inżynier na tankowcu Livadasa - zostaje znaleziony martwy. Policja przesłuchuje Milesa, który bił się z zamordowanym tuż przed jego śmiercią. Bliss odwiedza z Seanem jego chorą matkę. Pokojówka zostaje zwolniona przez Sable po tym, jak opowiada Connie historię z bransoletką. Connie zaczyna zdawać sobie sprawę z intryg Sable i odwołuje swój wyjazd z Hutchem. Roger chwali się Frankie, że otrzymał posadę konsula Wlk. Brytanii w Los Angeles. Monica całuje się z Wayne’em; Neil jest zazdrosny. Gdy stan L.B. poprawia się Fallon oświadcza się Jeffowi. Sable daje Milesowi list od Philipa, ażeby mógł wystąpić przeciwko Jeffowi do sądu. Jason z wściekłości uderza żonę. |                        |                       |
| 1x14 | 20 lutego 1985         | The Trial             |
| Miles chce przed sądem udowodnić, że Jeff nie jest członkiem rodziny Colbych i nie należą mu się udziały w Colby Enterprises. Wszyscy otrzymują wezwanie do sądu. Frankie i Roger wprowadzają się do brytyjskiego konsulatu. Jason i Sable odwiedzają ich na przyjęciu powitalnym; między siostrami dochodzi do wielkiej scysji. Connie chce udobruchać Milesa, żeby nie rozpoczynał sprawy w sądzie. Monica i Neil kłócą się o Wayne’a. Kittridge zostaje zwolniony. Bliss namawia Seana, by nie wyprowadzał się na Florydę. Jeff prosi Frankie o zeznawanie na jego korzyść ale kobieta jest już wezwana do sądu w roli świadka oskarżenia. Miles i Cates przyprowadzają na rozprawę pporucznika Holmesa, który w Sajgonie był lekarzem Philipa. Okazuje się, że Philip był bezpłodny! |                        |                       |
| 1x15 | 27 lutego 1985         | The Burden of Proof   |
| Gdy wychodzi na jaw fakt niepłodności Phila sędzia zmusza Frankie do ujawnienia, kto jest ojcem Jeffa. Jason wstaje i wyjaśnia, że on jest ojcem. Jeff jest wściekły na matkę, że ukrywa to przed nim przez wszystkie lata. Sable i Miles są zszokowani wyznaniem Jasona i nie chcą mieć z nim nic wspólnego. Ku niezadowoleniu Rogera Frankie spotyka się z Jasonem. Jeff nie zamierza traktować Jason jak ojca; planuje wyjechać do Denver. Connie i Fallon przekonują go, żeby jednak pozostał w Kalifornii. Zach pociesza Sable. Jason nadal poszukuje odpowiedzialnych za wyciek ropy z jego tankowca. Dochodzi do bójki Milesa z Jeffem. Jeff spada z klifu do morza. |                        |                       |
| 1x16 | 6 marca 1985           | My Father's House     |
| Jeff przeżywa upadek z tarasu bez większych urazów. Jason prosi Sable o rozwód. Sable w zamian wymaga m.in. połowy rezydencji Colbych. Connie wynajmuje prywatnego detektywa, aby śledził Sable. Mężczyzna obserwuje spotkanie Sable i Zacha. Miles jedzie do apartamentu Powersa i na miejscu spotyka swoją matkę. Zach telefonuje do Londynu i prosi o przeniesienie Langdona do Singapuru. Fallon i Jeff rozpoczynają przygotowania do ślubu. Connie informuje Jeffa, że Philip został wypędzony, ponieważ chciał oddać akcję Colby Enterprises za długi. Tymczasem L.B. znika ze swojego pokoju; zaczynają się poszukiwania. |                        |                       |
| 1x17 | 13 marca 1985          | The Outcast           |
| Jason odnajduje L.B. schowanego w jednej ze skrzyń w domu. Jeff zgadza się na ślub w rodzinnej rezydencji. Sable jest temu przeciwna, ale Jason prosi ją, by zajęła się wszystkimi przygotowaniami. Sable tłumaczy Milesowi, że nie sypia z Zachiem. Dominique domaga się od Moniki ponownego zatrudnienia Neila. Prywatny detektyw wynajęty przez Connie podsłuchuje biuro Sable. Udaje mu się nagrać prywatną rozmowę Zacha i Sable i nagranie oddaje Connie. Miles prosi Zacha, by pomógł mu oczyścić się z zarzutu zamordowania Mahoneya. Fallon i Jeff świętują zaręczyny w klubie Dominique. Miles po pijanemu wygłasza mowę i życzy zakochanym szczęścia a później w nocy ze smutkiem zza okna obserwuje ich w łóżku. |                        |                       |
| 1x18 | 20 marca 1985          | The Wedding           |
| Blake i Steven przyjeżdżają do Kalifornii podpisać umowę z Zachiem, która zacznie obowiązywać, gdy Jason nie będzie w stanie zrealizować swoich zobowiązań. Zach spiera się ze swym pasierbem - Spiro Koralisem. Ma on za wszelką cenę odnaleźć prawdziwego winnego zamordowania Mahoneya. Alexis i Krystle nie mogą przylecieć na ślub Fallon i Jeffa ze względu na gęstą mgłę w Denver. Po ślubie w domu Colbych zjawia się policja i aresztuje Milesa pod zarzutem zamordowania Mahoneya. |                        |                       |
| 1x19 | 27 marca 1985          | The Honeymoon         |
| Miles trafia do więzienia. Prokurator Moretti - wróg Jasona - uniemożliwia Milesowi wyjście za kaucją. Fallon i Jeff spędzają miesiąc miodowy na Jamajce. Bliss i Sean wyjeżdżają do Las Vegas, aby się pobrać, ale wiadomość o Milesie krzyżuje im plany. Zdaniem Jasona to Zachary Powers odpowiada za aresztowanie Milesa. Roger jest gotów rozwieść się z Frankie, gdy ta zamierza towarzyszyć Jasonowi w trudnych chwilach. Connie prosi Frankie, by zamieszkała w domku nad basenem. Wayne jedzie do Bostonu na operację oczu. Sable odwiedza syna w więzieniu. Miles zdradza jej, że nie pamięta, co się z nim działo przez kilka godzin w dzień śmierci Mahoneya. |                        |                       |
| 1x20 | 10 kwietnia 1986       | Double Jeopardy       |
| Sable śni o Jasonie. Chce wrócić do swojego męża i rozstać się z Zachiem. Frankie mówi Jasonowi, że rozwodzi się z Rogerem. W tym celu leci do Acapulco. Sable przypadkowo podsłuchuje rozmowę siostry z Connie o planowanym rozwodzie. Sean zamierza przeprowadzić się na Florydę. Zach i Bliss są przeciwni. Tymczasem Sable otwiera nowe skrzydło w galerii „Colby Collection” i urządza z tej okazji przyjęcie. Zach anonimowo funduje obraz Matisse’a. W trakcie imprezy zjawia się Moretti i aresztuje Jeffa pod zarzutem zamordowania kapitana Livadasa. |                        |                       |
| 1x21 | 17 kwietnia 1986       | A Family Affair       |
| Jeff trafia do aresztu ale wkrótce wychodzi za kaucją. Rząd grecki domaga się jednak ekstradycji. Sable przyznaje się Frankie, że pogodziła się z Jasonem i spędziła z nim noc. W prasie pojawiają się informacje o tym, że rodzina Colbych tuszuje sprawę wycieku ropy poprzez podwójne morderstwo. Sable spotyka się z Zachiem w restauracji; prosi go o pomoc w sprawie Milesa. Przypadkowo zostają zauważeni przez Connie. Bliss szuka Seana w biurze Zacha i przypadkowo poznaje Spiro Koralisa. Jason oferuje Powersowi korzystną umowę w zamian za pomoc dla Milesa i Jeffa. Zach wyznaje, że nienawidzi Colbych odkąd popchnęli jego ojca do samobójstwa. Miles opowiada Monice o swoim zaniku pamięci. Jason i Frankie zamierzają nagle polecieć do Grecji na spotkanie z tamtejszym ministrem sprawiedliwości - tymczasem Sable jest już na pokładzie. |                        |                       |
| 1x22 | 1 maja 1986            | The Reckoning         |
| Monica i Miles jadą do San Pedro. Miles za wszelką cenę próbuję przypomnieć sobie, co robił w wieczór śmierci Mahoneya. Connie dowiaduje się od sekretarki Sable, że Matisse pochodzi od Zacha. Connie zaprasza Zacha do biura i każe mu trzymać się z dala od „Colby Enterprises”. Operacja oczu Wayne’a kończy się sukcesem. Sable droczy się z Frankie, wspomina czasy gdy było jej z Jasonem bardzo dobrze. Jason spotyka się z greckim ministrem sprawiedliwości i przesłuchuje świadka w sprawie przeciwko Jeffowi. Mężczyzna przyznaje, że został przekupiony. Jeff zostaje zwolniony z aresztu. Miles z pomocą doktora Parrisa próbuje zwalczyć zaniki pamięci. Natomiast Moretti prezentuje przed sądem dowód przeciwko Milesowi - młotek z odciskami palców. Sable jest gotowa na krzywoprzysięstwo, aby uratować syna. Connie oddaje Jasonowi kasetę, by użył jej przeciwko Sable. |                        |                       |
| 1x23 | 15 maja 1986           | Anniversary Waltz     |
| Miles i Jeff zauważają, że młotek, który brakuje pochodzi z zestawu narzędzi kupionego po wypadku samochodowym a zatem i po morderstwie. Bracia znajdują nabywcę zniszczonego samochodu - w bagażniku jest kompletny zestaw narzędzi wraz ze starym młotkiem. Teraz zarzuty mogą być oddalone. Neil daje Monice klucz do swojego mieszkania i mówi jej, że planuje rozwód. Wayne jest rozczarowany. Spiro zaprasza Bliss na kolację i spędza z nią noc. Fallon podejrzewa, że jest w ciąży. Jason odtwarza przy Sable kasetę od Connie. Zapewnia też, że kocha tylko Frankie. Sable szuka pocieszenia na jachcie Zacha. Jason również się tam zjawia; wywiązuje się szamotanina. Pada strzał z pistoletu Zacha i Sable upada. |                        |                       |
| 1x24 | 22 maja 1986           | Check-Mate            |
| Sable trafia do szpitala z lekkimi obrażeniami głowy. Zach przysięga Jasonowi, że nigdy nie spał z Sable. Connie wyjeżdża z Hutchem na wycieczkę dookoła świata. Zach przyłapuje Bliss i Spiro w łóżku. Podejrzewa, że to Koralis odpowiada za fałszywe oskarżenie Milesa i Jeffa i wyrzuca go za drzwi. Tymczasem Monica przyłapuje Neila w intymnej sytuacji z żoną. W pośpiechu wsiada do samolotu i rozbija się w górach! Fallon dowiaduje się, że jest w ciąży już od 9 tygodni - wtedy została zgwałcona przez Milesa. Jason wnosi o rozwód z Sable. Sable próbuje go powstrzymać i spada ze schodów. Z siniakami na twarzy opowiada Morettiemu, że Jason często ją bije i na jachcie próbował ją zastrzelić. Jason zostaje aresztowany za usiłowanie morderstwa. |                        |                       |

## Sezon 2 (1986-1987)
| Numer odcinka | Oryginalna data emisji | Tytuł odcinka                |
| 2x01 | 24 września 1986       | A Gathering Storm            |
| --- | ---------------------- | ---------------------------- |
| Jason zostaje aresztowany za usiłowanie zabicia Sable i wkrótce wychodzi na wolność za kaucją. Sable jest gotowa wycofać oskarżenie, jeżeli Jason zrezygnuje z rozwodu. Bliss i Miles podejrzewają, że zarzuty wobec ich ojca są nieprawdziwe. Monica zostaje uratowana przez strażnika leśnego i w leśniczówce dochodzi do siebie po wypadku. Fallon wyjawia Milesowi, że jest w ciąży i to on może być ojcem dziecka. Tymczasem w rezydencji Colbych pojawia się Channing Carter - reporterka zamierzająca przeprowadzić wywiad z Sable. Sable spędza noc z Zachiem i namawia go, by przed sądem zeznawał na jej korzyść. Zach zauważa, że Sable nigdy nie przestanie kochać Jasona i oświadcza, że nie zamierza popełnić krzywoprzysięstwa.                       |                        |                              |
| 2x02 | 25 września 1986       | No Exit                      |
| Miles zaczyna spotykać się z Channing. Jej wuj - Lucas każe jej dowiedzieć się jak najwięcej o Colbych. Channing prosi Sable o zgodę na zamieszkanie w posiadłości na czas przeprowadzania wywiadu. Fallon mówi Jeffowi, że być może nie jest ojcem jej dziecka. Dominique sprzedaje Titania Records, żeby pomóc Blake'owi wydostać się z tarapatów finansowych. Nowym właścicielem jest Zachary Powers. Garret chce spotkać się ze swoją córką Jackie, ale Dominique jest przeciwna. Jason oferuje Boydstonowi posadę w Nowym Jorku. Monica po powrocie do domu rozmawia z matką o oskarżeniu. Sable w końcu wycofuje swoje zeznania ku wściekłości Morettiego. Kobieta pakuje swoje rzeczy i wyprowadza się z posiadłości. Przy wyjściu nagle traci przytomność... |                        |                              |
| 2x03 | 2 października 1986    | Jason's Choice               |
| - |                        |                              |
| 2x04 | 16 października 1986   | The Matchmaker               |
| - |                        |                              |
| 2x05 | 23 października 1986   | Something Old, Something New |
| - |                        |                              |
| 2x06 | 30 października 1986   | The Gala                     |
| - |                        |                              |
| 2x07 | 6 listopada 1986       | Bloodlines                   |
| - |                        |                              |
| 2x08 | 13 listopada 1986      | Deceptions                   |
| - |                        |                              |
| 2x09 | 27 listopada 1986      | And Baby Makes Four          |
| - |                        |                              |
| 2x10 | 4 grudnia 1986         | A Bid for Freedom            |
| - |                        |                              |
| 2x11 | 11 grudnia 1986        | The Sanctuary                |
| - |                        |                              |
| 2x12 | 18 grudnia 1986        | Reaching Out                 |
| - |                        |                              |
| 2x13 | 1 stycznia 1987        | Power Plays                  |
| - |                        |                              |
| 2x14 | 7 stycznia 1987        | The Legacy                   |
| - |                        |                              |
| 2x15 | 15 stycznia 1987       | The Home-Wrecker             |
| - |                        |                              |
| 2x16 | 22 stycznia 1987       | Manhunt                      |
| - |                        |                              |
| 2x17 | 29 stycznia 1987       | All Fall Down                |
| - |                        |                              |
| 2x18 | 5 lutego 1987          | The Guilty Party             |
| - |                        |                              |
| 2x19 | 12 lutego 1987         | Fallon's Baby                |
| - |                        |                              |
| 2x20 | 26 lutego 1987         | Answered Prayers             |
| - |                        |                              |
| 2x21 | 5 marca 1987           | Return Engagement            |
| - |                        |                              |
| 2x22 | 12 marca 1987          | The Devil's Advocate         |
| - |                        |                              |
| 2x23 | 19 marca 1987          | Betrayals                    |
| - |                        |                              |
| 2x24 | 25 marca 1987          | The Dead End                 |
| - |                        |                              |
| 2x25 | 26 marca 1987          | Crossroads                   |
| - |                        |                              |